# 드라마투르기 (사회학)
드라마투르기(Dramaturgy)는 수행성과 연극적 드라마투르기의 유추를 통해 일상적인 사회적 상호작용에 대한 미시사회학적 설명을 분석하고, 이러한 상호작용을 '배우', '청중', 다양한 '앞'과 '뒤' 무대로 나누는 사회학적 관점이다.
이 용어는 1956년 저서 자아 연출의 사회학에서 대부분의 관련 용어와 아이디어를 발전시킨 어빙 고프먼에 의해 극장에서 사회학으로 처음 적용되었다. 나중에 고프먼이 영향을 받았다고 인정한 케네스 버크는 1945년에 극작주의에 대한 자신의 개념을 제시했는데, 이는 결국 셰익스피어에서 파생되었다. 그러나 버크와 고프먼의 견해 사이의 근본적인 차이점은 버크는 삶이 실제로 연극이라고 믿었던 반면 고프먼은 연극을 은유로 보았다는 것이다. 사람들이 자신을 일상생활의 극장에서 일어나는 일을 관찰하는 감독으로 상상한다면, 그들은 고프먼이 극작 분석, 즉 연극 공연 측면에서 사회적 상호 작용을 연구한다고 부르는 것을 하고 있는 것이다.
드라마투르기 사회학에서는 인간 상호작용의 요소가 시간, 장소, 청중에 따라 달라진다고 주장한다. 즉, 고프먼에게 자아는 자신이 누구인지에 대한 감각, 즉 눈앞의 장면에서 나타나는 극적인 효과이다. 고프먼은 문화적 가치, 규범, 신념을 바탕으로 한 인간이 다른 인간에게 자신을 표현하는 방법을 정의하면서 연극적 은유를 형성한다. 공연은 중단될 수 있지만(배우들은 이를 알고 있음) 대부분은 성공적이다. 이러한 자아 표현의 목표는 세심하게 진행된 공연을 통해 관객으로부터 수용을 받는 것이다. 배우가 성공하면 관객은 배우가 보고 싶은 대로 배우를 보게 될 것이다.
드라마투르기 행위란 타인에게 보여지고 자신의 대중적 자아상을 향상시키기 위해 고안된 사회적 행위이다. 고프먼 외에도 위르겐 하버마스와 해롤드 가핑클 등이 이 개념을 사용했다.